# Drosophila metasetigerata
Drosophila metasetigerata este o specie de muște din genul Drosophila, familia Drosophilidae, descrisă de Gupta și Kumar în anul 1986. Conform Catalogue of Life specia Drosophila metasetigerata nu are subspecii cunoscute.